# Movimiento Democrático Alternativo (República Dominicana)
El Movimiento Democrático Alternativo, (MODA) es un partido político en la República Dominicana.

## Historia
El partido fue creado el 25 de noviembre de 2007 por Emilio Rivas. En las elecciones parlamentarias de 2010 ganó un solo asiento en la Cámara de Diputados. Tras incrementar su voto a 2.1%, el partido mantuvo su escaño en las elecciones de 2016.